# 헬러넓적코박쥐
헬러넓적코박쥐(Platyrrhinus helleri)는 주걱박쥐과(신세계잎코박쥐과)에 속하는 박쥐의 일종이다. 남아메리카와 중앙아메리카에서 발견된다.

## 특징
작은 박쥐로 몸통 길이가 55~65mm이고, 전완장이 37~41mm이다. 발 길이는 9~13mm, 귀 길이는 13~18mm이고 몸무게는 최대 21g이다. 털은 짧고 무성하다. 등 쪽은 연한 갈색부터 불그스레한 갈색까지 다양하지만 배 쪽은 회색을 띤다. 주둥이는 짧고 넓다. 잎코가 잘 발달해 있고 피침형으로 가장자리가 흰색 또는 크림색이다.

## 생태
동굴과 굴, 울창한 숲 속에서 작은 무리를 지어 은신한다. 저녁 늦게 활동을 시작하여 해가 뜨기 한 시간 전까지 활동한다. 먹이는 무화과나무 등의 열매와 일부는 곤충이다. 3월과 4월 그리고 건기인 7월과 8월에 태어난다. 멕시코에서 7월, 온두라스에서 8월, 엘살바도르에서 6월과 8월, 트리니다드섬에서 7월과 8월, 코스타리카와 트리니다드에서 8월에 새끼를 밴 암컷이 포획된다. 새끼는 영양가가 풍부해지는 장마와 우기철이 시작될 때 젖을 뗀다.

## 분포 및 서식지
멕시코 남부 오아하카주와 베라크루스주 지역부터 중앙아메리카를 거쳐 남아메리카의 볼리비아 중부와 브라질 남부 마투그로수두술주와 파라나주 사이에 널리 분포한다. 트리니다드섬에서도 발견된다. 해발 최대 1500m 이하의 상록수림과 준탈락성 숲에서 서식한다.

## 아종
2종의 아종이 알려져 있다.
- P. h. helleri - 멕시코 남부 유카탄반도를 제외한 오아하카주와 베라크루스주 지역, 벨리즈, 과테말라, 엘살바도르, 온두라스, 니카라과, 코스타리카, 파나마, 콜롬비아 북부와 서부, 베네수엘라 북동부, 에콰도르 서부
- P. h. incarum (Thomas, 1912) - 콜롬비아 남동부와 에콰도르 동부, 페루, 베네수엘라, 가이아나, 수리남, [[프랑스령 기아나], 볼리비아 북부와 중부, 브라질 남부의 파라냐주 북동부 지역, 트리니다드섬